# Pirusaccus socialis
Pirusaccus socialis is een krabbezakjessoort. De wetenschappelijke naam van de soort is voor het eerst geldig gepubliceerd in 1985 door Lützen.